# Altenbüren

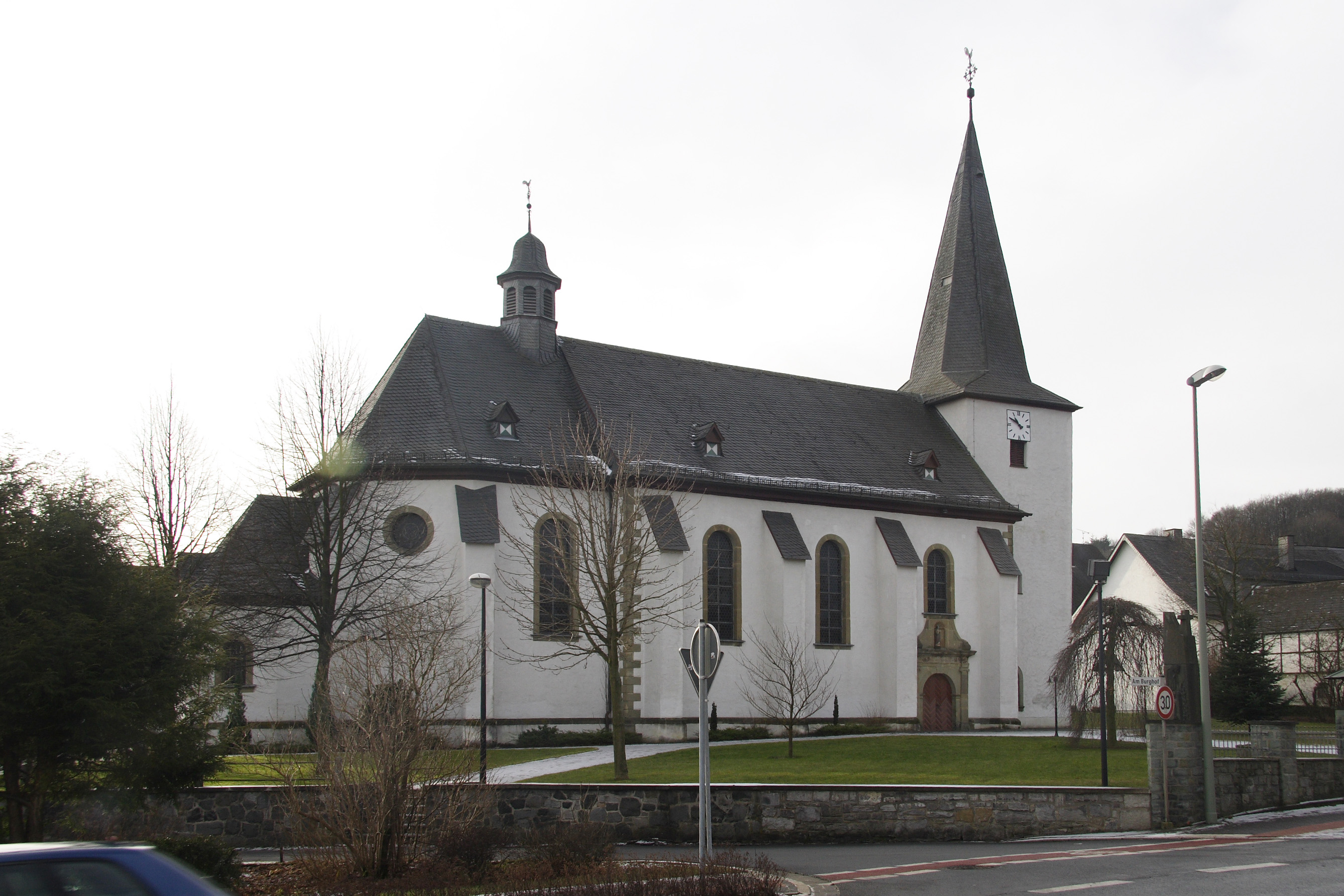
Nordseite der Kirche

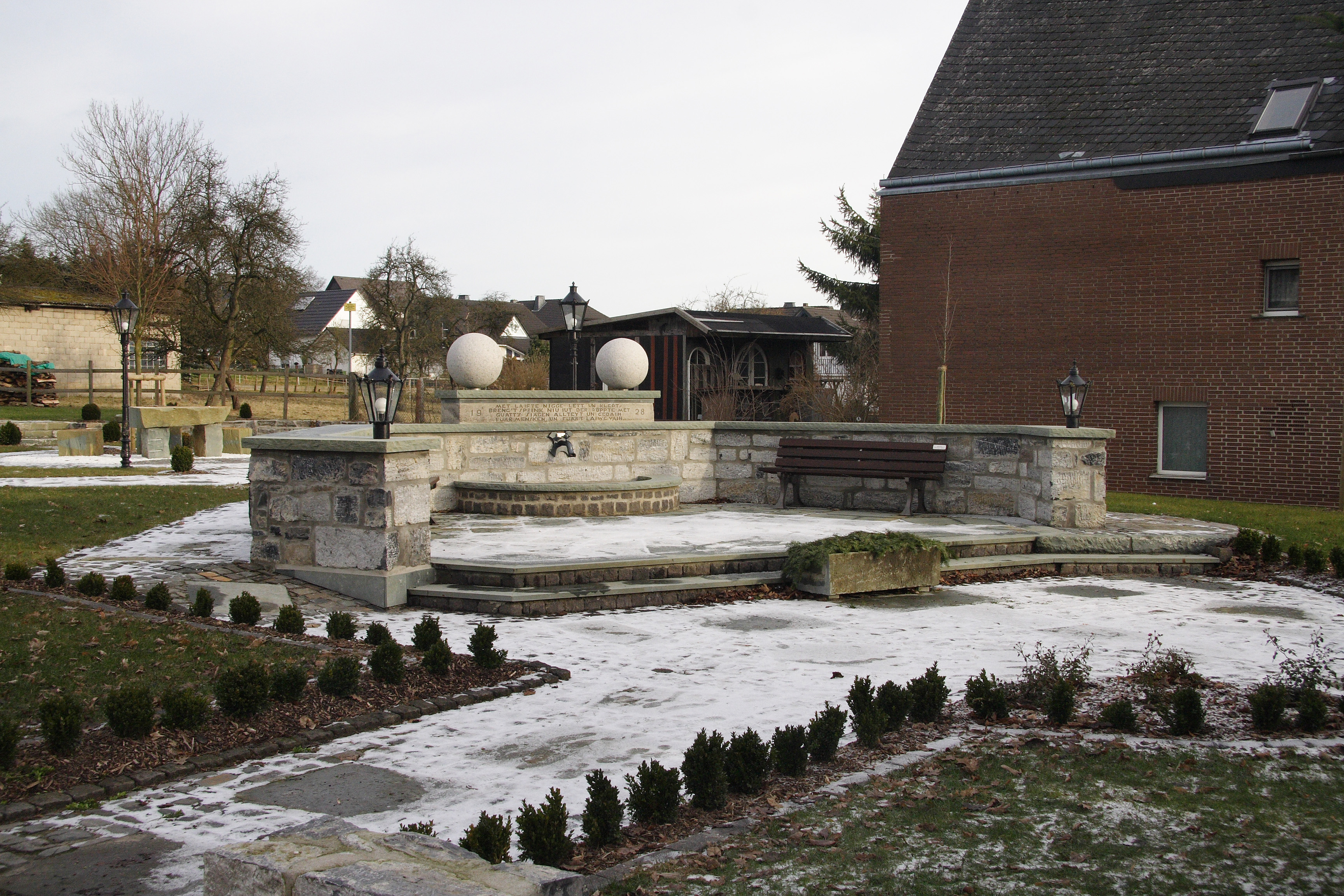
Dorfplatz mit Kump

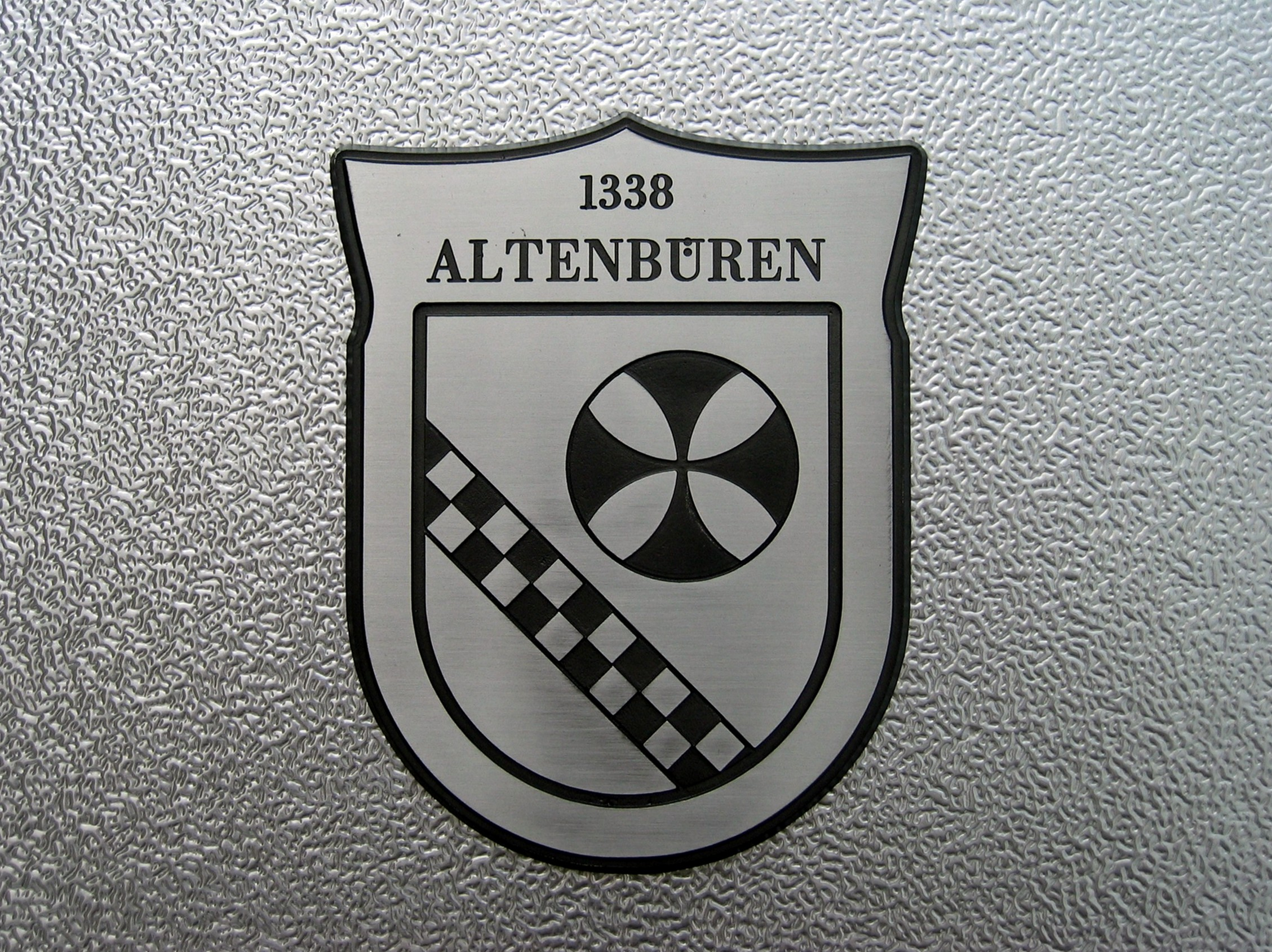
1338 Altenbüren

Altenbüren ist ein westlicher Ortsteil der Stadt Brilon im Hochsauerlandkreis in Nordrhein-Westfalen, Deutschland.

## Geographie
Altenbüren liegt etwa 4 km westlich von Brilon und damit am Rande der Briloner Hochfläche auf einer Höhe von etwa 464 m ü. NN. Im Norden der Ortschaft erhebt sich der zum Arnsberger Wald gehörende Altenbürener Wald auf bis zu 560 m ü. NN. Im Süden sind die Höhen von Langer Berg und Zwöllberg an der Grenze zu Olsberg bis zu 587 m hoch.
In der Ortslage selbst entspringt die Aa, einer der Quellflüsse der Möhne. Etwa 1,3 km nördlich entspringt die Glenne, ein linker Nebenfluss der Möhne, ferner etwa 1 km südlich die Desmecke, ein kurzer Nebenfluss der Ruhr.
Von Altenbüren ausgehend in Richtung des Möhnetals erstreckt sich das Landschaftsschutzgebiet Wintertal/Escherfeld.
Die benachbarten Ortschaften sind die Briloner Ortsteile Esshoff im Nordwesten, Rixen und Scharfenberg im Norden und Brilon im Osten. Zur Stadt Olsberg gehören Gierskopp im Süden, Olsberg selbst im Südwesten, und Antfeld im Westen.

## Geschichte
Altenbüren wurde als Dorpburen erstmals 1338 im Zusammenhang mit einer Grundstücksangelegenheit beim Grafen von Horhusen erwähnt. Im Jahr 1376 als „Villa Buren“ erwähnt.
Goschalk de Netelere, der lutteke Herman und deren Ehefrauen Hazeke und Else verkauften für 10½ zu Brilon gängiger Mark eine halbe Hufe Land in Altenbüren (Dorpburen) an lutteken Gobeln. Freigraf Brün gab seine erforderliche Zustimmung zu dem Verkauf und siegelte die Urkunde; ebenfalls besiegelt wurde von dem Briloner Richter Rembolt den Gründere.
Am 28. Mai 1524 erwarb die Stadt Brilon „alle wichtigen Bestandteile des Besitzes, Häuser, Höfe, Wiesen, Echtwerke alle Hoheit und Herrlichkeit, Holz und Wald“ des Dorfes von einem Volpert von Cobbenrode. Altenbüren war damit zu einem Stadtdorf von Brilon geworden. Die Bauernhöfe des Ortes wurden von der Stadt nach dem Meierrecht an die Bauern verpachtet.
In dieser Zeit muss auch die Kirche Johannes Baptist errichtet worden sein, in einer Karte von 1535 ist sie bereits eingezeichnet. Die Kirche wird in einer Urkunde von 1553 genannt. Die folgende Zeit, vor allem im Dreißigjährigen Krieg, war von Plünderungen und Brandschatzungen geprägt, so dass die Bevölkerung verarmte. Nach dem Westfälischen Frieden von 1648 wurde Altenbüren wieder aufgebaut, wobei hauptsächlich Schaf- und Schweinezucht betrieben wurde.
Im Zuge der Bauernbefreiung verfügte der damalige Landesherr, der Großherzog Ludwig von Hessen-Darmstadt, am 5. November 1809, dass „aus Landesväterlicher Sorgfalt für die Wohlfahrt Unserer anvertrauten Unterthanen“ alle Grundgüter in das Eigentumsrecht der Pächter übergehen sollten. Im Zuge der hessischen Verwaltungsreform von 1810 erlangte Altenbüren eine gewisse Selbstständigkeit. Es wurde von den Behörden ein Schultheiß eingesetzt, der mit weitreichenden Vollmachten ausgestattet war. Dieser wurde von zwei gewählten Ortsdeputierten unterstützt. Ebenso konnte er auf die Dienste eines Gemeinderechners zurückgreifen. Der einzige Schultheiß des Ortes, Franz Henne starb am 10. März 1834 im Alter von 67 Jahren.
Als am 29. März 1945 die US-Army Brilon erreichte, war die Reichsstraße 7, heute B 7, durch Kolonnen der Wehrmacht und von ausländischen Gefangenen belegt. Nun versuchten die Kolonnen über Rixen auszuweichen. In der Nacht zum 30. März erschien der Leiter der Gauschulungsburg Erwitte, als Vertreter der Gauleitung, im Dorf, um den Volkssturm aufzurufen und die Verteidigung vorzubereiten. Ein Ritterkreuzträger der Wehrmacht mit zwei SS-Leuten holten nun alle Soldaten ohne gültige Marschpapiere von ihren Fahrzeugen. Diese Soldaten sollten mit aus Brilon geflohenen Männern vom Reichsarbeitsdienst und einem Bataillon vom Volkssturm Freikorps Sauerland aus dem Kreis Arnsberg die Verteidigung übernehmen. Die Männer des Volkssturmes waren mit alten belgischen Gewehren und acht Schuss Munition ausgerüstet. Später rückte auch noch der Volkssturm aus Belecke an. Der Volkssturm aus Altenbüren, alle Männer zwischen 16 und 70 Jahren, mussten um 3 Uhr morgens antreten und mit dem Bau von Straßensperren und Erdlöchern Richtung Brilon beginnen. Durch ganze Tal Richtung Osten wurde eine weitmaschige Verteidigungslinie aufgebaut. Dorfbewohner schickten eine Nachricht an den US-Kommandanten von Brilon mit der Bitte um Besetzung. Der Bürger Franz Henne hisste gar die weiße Fahne am Haus. Diese musste sofort entfernt werden und Henne floh in den Wald, um einer möglichen Erschießung zu entgehen. Frauen und Kinder flohen nach Eßhoff oder suchten Zuflucht im Schwarzen Stollen des Windberges oder im Schieferstollen des Antfelder Ochsenbergs. Am zweiten Ostertag dem 2. April begann der Beschuss des Dorfes während des Hochamtes in der Kirche, dem nur zwei deutsche Geschütze antworteten. In der Kirche wurden drei Kinder verwundet und es brach Panik aus. Zwei Häuser gerieten in Brand und bis auf wenige Bewohner floh der Rest der Einwohner in einer Feuerpause. Gegen 15 Uhr begann der Vormarsch der US-Truppen in drei Angriffskeilen. Als den Angreifern Abwehrfeuer aus Maschinengewehren und Granatwerfern entgegenschlug begann ein massiver Beschuss. 25 Häuser gerieten in Brand und das ganze Dorf war in Rauch und Flammen gehüllt. Um 17 Uhr war Altenbüren erobert. Der Bürgermeister Hermann Dierks wurde von einem US-Soldaten erschossen, obwohl er sich bereits ergeben hatte und waffenlos war. Am 3. und 4. April wurden 38 Deutsche Kämpfer, darunter 18 vom Volkssturm aus Sundern und Neheim, auf dem Dorffriedhof begraben. An der US-Sanitätsstelle im Südfeld zwischen Brilon und Altenbüren sollen 70 tote und verwundete Amerikaner aufgeladen worden sein. Am 6. April zog die Masse der US-Truppen Richtung Antfeld weiter. Ein US-Posten erschoss am 8. April in Altenbüren Josef Schmidt, welcher als Wehrmachtsoldat in Zivil aus Meschede zu seinen Eltern im Dorf fliehen wollte. Ein Einwohner stieß am 10. April im Eichholz auf sechs durch Genickschuss ermordete deutsche Soldaten. In Krämers Kamp und Roßkammes Kuhle wurden das umgekommene Vieh, 4 Pferde, 82 Stück Rindvieh und über 200 Schweine verscharrt.
Im Zweiten Weltkrieg fielen 58 Altenbürener als Soldaten, davon die meisten an der Ostfront, oder starben in Kriegsgefangenschaft.
Mit der kommunalen Neuordnung in Nordrhein-Westfalen wurde Altenbüren zum 1. Januar 1975 ein Ortsteil von Brilon.

### Möhnekump
Im Mittelalter wurde die Quelle der Aa mit einer Mauer eingefasst, und das Quellwasser wurde im so geschaffenen „Möhnekump“ gestaut. Zwei Entnahmestellen ermöglichten eine getrennte Wasserversorgung für Mensch und Vieh. Der Kump ist heute eines der Wahrzeichen des Orts.

## Wirtschaft und Infrastruktur

### Verkehr
Altenbüren liegt an der in West-Ost-Richtung verlaufenden Bundesstraße 7, die von Arnsberg über Meschede und Brilon bis Marsberg den Hochsauerlandkreis durchquert. Ferner liegt Altenbüren an der von Paderborn über Brilon kommenden Bundesstraße 480, die weiter über Olsberg nach Winterberg das östliche Sauerland in Nord-Süd-Richtung erschließt. Die gut ausgebaute Kreisstraße 57 führt nach Norden über Scharfenberg zur Bundesstraße 516 im Möhnetal.
Im Straßenpersonennahverkehr fahren Busse der Regionalverkehr Ruhr-Lippe GmbH (RLG), einem Tochterunternehmen der Westfälische Verkehrsgesellschaft mbH (WVG) und der Busverkehr Ruhr-Sieg GmbH (brs), einem Tochterunternehmen der bahneigenen WB Westfalen Bus GmbH in Richtung Brilon, Olsberg und Bestwig.
Nächster Bahnhof des schienengebundenen Personenverkehrs ist der etwa 5 km entfernte Bahnhof Olsberg an der Oberen Ruhrtalbahn. Von hier gehen Züge Richtung Warburg mit Anschluss Richtung Kassel und Richtung Hagen.

### Öffentliche Einrichtungen
In Altenbüren unterhält die Stadt Brilon einen städtischen Kindergarten. Seit Herbst 2016 ist in der ehemaligen Grundschule die Oberstufe der Roman-Herzog-Schule untergebracht. Der Besuch von weiterführenden Schulen sowie der umgezogenen Grundschule ist jedoch nur im 4 km entfernten Brilon oder Olsberg möglich.